# O Mago (romance)
O Mago (em inglês: The Magus) é um romance pós-moderno de 1965 pelo autor britânico John Fowles, contando a história de Nicholas Urfe, um jovem britânico recém-formado que ensina inglês em uma pequena ilha grega. Urfe se envolve nas ilusões psicológicas de um mestre trapaceiro, que se tornam cada vez mais sombrias e sérias. Considerado um exemplo de metaficção, foi o primeiro romance escrito por Fowles, mas seu segundo romance a ser publicado. Uma edição revisada foi publicada em 1977.
Em 1999, O Mago foi classificado em ambas as listas dos 100 melhores romances da Modern Library, alcançando a posição 93 na lista dos editores e a posição 71 na lista dos leitores. Em 2003, o romance foi listado na posição 67 na pesquisa The Big Read da BBC.

## Plano de fundo
O Mago foi o primeiro livro que John Fowles escreveu, mas o terceiro a ser publicado, depois de O Colecionador (1963) e The Aristos (1964). Ele começou a escrevê-lo na década de 1950, sob o título original de The Godgame. Ele baseou-se parcialmente em suas experiências na ilha grega de Spetses, onde lecionou inglês por dois anos na Escola Anargyrios. Ele trabalhou nele por doze anos antes de sua publicação em 1965. Apesar do sucesso de crítica e comercial, ele continuou a retrabalhá-lo, publicando uma revisão final em 1977.

## Enredo
A história reflete a perspectiva de Nicholas Urfe, um jovem graduado em Oxford e aspirante a poeta. Após a formatura, ele trabalha brevemente como professor em uma pequena escola, mas fica entediado e decide deixar a Inglaterra. Enquanto procura outro emprego, Nicholas conhece Alison Kelly, uma jovem australiana que ele conhece em uma festa em Londres. Ele então aceita um cargo como professor de inglês na Lord Byron School, na ilha grega de Phraxos. Após começar seu novo cargo, ele fica entediado, deprimido, desiludido e sobrecarregado com sua vida na ilha do Mediterrâneo; Nicholas luta contra a solidão e pensa em suicídio. Enquanto vagava habitualmente pela ilha, ele tropeça em uma propriedade e logo conhece seu proprietário, Maurice Conchis, um rico recluso grego. Eles desenvolvem uma espécie de amizade, e Conchis lentamente revela que pode ter colaborado com os nazistas durante a Segunda Guerra Mundial.
Nicholas é gradualmente atraído pelos jogos psicológicos de Conchis, suas visões paradoxais da vida, sua personalidade misteriosa e suas máscaras excêntricas. A princípio, Nicholas considera essas maquinações de Conchis, o que o romance chama de "jogo dos deuses", uma piada, mas elas se tornam mais elaboradas e intensas. Nicholas perde a capacidade de determinar o que é real e o que é artificial. Contra sua vontade e conhecimento, ele se torna um artista no jogo dos deuses. Por fim, Nicholas percebe que as encenações da ocupação nazista, as peças teatrais absurdas ao estilo de Sade, e as paródias obscenas dos mitos gregos não são sobre a vida de Conchis, mas sobre a sua própria.

## Personagens

### Principais
- Nicholas Urfe – o protagonista, um inglês de 26 anos que vai à Grécia para ensinar inglês e um dia se depara com "a sala de espera"
- Alison Kelly – namorada australiana recente de Nicholas, que ele abandona para ir para a Grécia
- Maurice Conchis – um intelectual rico que é um dos principais atores das máscaras
- Lily Montgomery / Julie Holmes / Vanessa Maxwell – uma jovem mulher que está envolvida nas máscaras e por quem Nicholas se apaixona

### Outros
- Joe – um jovem negro americano, envolvido nas máscaras
- Maria – a criada de Conchis
- Demetriades – um colega professor da escola
- Lily de Seitas (mais velha) - mãe de Lily
- Rose de Seitas - irmã gêmea idêntica de Lily
- Benji de Seitas – o irmão mais novo dos gêmeos Seitas
- Kemp – uma mulher solteira que aluga um quarto para Nicholas em Londres
- Jojo – uma jovem que paga para acompanhar Nicholas

### Personagens da história
- de Deukans
- Gustav Nygaard
- Henrik Nygaard
- Anton
- Wimmel

## Encerramento
O livro termina de forma indeterminada. Fowles recebeu muitas cartas de leitores que queriam saber qual dos dois desfechos aparentemente possíveis ocorreria. Ele se recusou a responder à pergunta de forma conclusiva, porém, às vezes alterando sua resposta para se adequar ao questionador. O romance termina citando o refrão do Pervigilium Veneris, uma obra anônima de poesia latina do século IV, que tem sido considerada como uma indicação da possível resolução preferida para a ambiguidade do final.

## Precedentes literários
John Fowles escreveu um artigo sobre suas experiências na ilha de Spetses e sua influência no livro. Ele reconheceu algumas obras literárias como influências em seu prefácio à edição revisada de 1977 de O Mago, incluindo Le Grand Meaulnes, de Alain-Fournier, por mostrar um mundo secreto e oculto a ser explorado, e Bevis (1882), de Richard Jefferies, por projetar um mundo muito diferente. Na edição revisada, Fowles se referiu a uma "Miss Havisham", uma provável referência à personagem Miss Havisham em Grandes Esperanças, de Charles Dickens (1861).

## Recepção crítica
- "Uma obra grandiosa de crescentes tensões na qual a mente humana é a cobaia... O Sr. Fowles deu uma grande tacada em um assunto difícil e seus acertos... estão no alvo." (Sunday Telegraph)[7]
- "Uma celebração deliciosamente saborosa de uma narrativa desenfreada... Antes que alguém perceba o que está acontecendo, você se descobre não menos ávido por significados e não menos faminto em meio a uma infinidade de pistas do que o próprio Nicholas." (Sunday Times)[8]
- "Uma obra de mistificação esplendidamente sustentada... que só poderia ter sido concebida por uma equipe literária composta pelo Marquês de Sade, Arthur Edward Waite, James George Frazer, Gurdjieff, Madame Blavatsky, C.G. Jung, Aleister Crowley, e Franz Kafka" (Financial Times)[9]
- O romance foi incluído na Lista da Modern Library dos Melhores Romances do Século XX: ficou em 71º lugar na Lista dos Leitores e em 93º lugar na Lista dos Críticos dos 100 melhores romances.[2]

## Adaptações
O romance foi adaptado para o cinema com roteiro de Fowles, dirigido por Guy Green e lançado em 1968. O filme teve como atores Michael Caine como Nicholas Urfe, Anthony Quinn como Maurice Conchis, Anna Karina como Alison, Candice Bergen como Lily / Julie, e Julian Glover como Anton. Foi filmado na ilha de Maiorca. A adaptação foi considerada um fracasso como filme; quando perguntaram a Peter Sellers se ele faria mudanças em sua vida se tivesse a oportunidade de fazer tudo de novo, ele respondeu brincando: "Eu faria tudo exatamente igual, exceto que não assistiria a O Mago". Caine disse que foi um dos piores filmes em que já se envolveu, porque ninguém sabia do que se tratava. Apesar do fracasso da crítica, o filme foi indicado ao BAFTA de Melhor Fotografia.
A BBC Radio 4 transmitiu em 2016 uma dramatização de Adrian Hodges, com Charles Dance no papel de Conchis.
Em 2020, uma nova minissérie de televisão adaptada de The Magus foi anunciada como estando em desenvolvimento pela Neal Street Productions, com Johan Renck sendo cotado para dirigir com base em um roteiro escrito por Tom Edge.